# The Valiants
The Valiants fue un grupo de doo wop formado en la ciudad estadounidense de Los Ángeles, en el estado de California en 1955. El grupo comenzó cuando Sheridan Spencer, que hacía de segundo tenor, formó una agrupación con su primo Brice Coefield llamada The Sabers. Posteriormente, ambos primos añadieron al grupo al tenor Billy Spicer y al bajista vocal Walter Carter, con cuales lanzaron su sencillo debut, Always Forever, a finales de 1955, bajo el sello musical Cal-West. Con el lanzamiento de este sencillo se rebautizaron como The Chavelles, hasta que conocieron al pianista de jazz Lloyd Glenn, el cual los presentó a la compañía discográfica Specialty Records A&R, donde luego de unas sesiones de estudio y bajo este nuevo nombre lanzaron un nuevo sencillo. Con el éxito comercial obtenido, añadieron al trío al guitarrista Chester Pipkin y se renombraron de nuevo como The Valiants, nombre que obtuvieron de la popular tira cómica Prince Valiant.
A principios de 1958, entraron en la lista de éxitos con el lanzamiento del sencillo This is the Night for Love, el cual se considera una de las interpretaciones más refinadas de su estilo.